# Black Spirit
Black Spirit foi um grupo de rock progressivo composto por músicos italianos que operavam na Alemanha. Ativos nos primeiros anos da década de 1970, realizaram apenas um álbum homônimo, publicado originalmente na Alemanha e, em seguida, no Reino Unido.

## História
Os membros do Black Spirit era italianos emigrados que trabalhavam em Wolfsburg, na indústria automobilística. A formação compreendia Nicola Ceravolo, na guitarra, Giovanni Granato, baixo, Gianni Piras, na bateria, e Salvatore Curto, voz e teclados.
De 1970 a 1973 se exibiram em numerosos concertos, sobretudo na zona de Hamburgo, para depois iniciar o trabalho para o primeiro álbum. As fitas permaneceram nas mãos do técnico do som, Johnny Pesce, quando abandonou a banda. Pesce conseguiu publicá-la, em 1978, por uma etiqueta discográfica especializada em rock progressivo, a Brutkasten. Nos anos 1990, o álbum foi republicado pela Kissing Spell, no Reino Unido, e em CD, pela Ohrwaschl.
Giuseppe Pesce na realidade não era um baterista do grupo, mas se apropriou de forma indevida dos direitos de autor de todas as músicas sem que os outros membros tivessem conhecimento, de acordo com Giovanni Granato, baixista da banda.

## Formação
- Nicola Ceravolo: guitarra
- Giovanni Granato: baixo
- Gianni Piras: bateria
- Salvatore Curto: voz e teclados

## Discografia
- Black Spirit (1978)